# 薩赫諾
47°5′53″N 36°28′9″E / 47.09806°N 36.46917°E
薩赫諾（烏克蘭語：Сахно）是位於烏克蘭東南部的村莊，由扎波羅熱州別爾江斯克區的安德里伊夫卡市鎮負責管轄。該村始建於1920年，面積0.87平方公里，海拔高度100米，2001年人口50，人口密度每平方公里57.3人。